# Eišiškės
Eišiškės ( escoltar (?·pàg.), en polonès:Ejszyszk; en rus:Эйши́шки) és una ciutat al sud-est de Lituània, fronterera amb Belarús. Està situada en un petit grup de pujols, envoltada per la vall pantanosa dels rius Verseka i Dumble. Els rius divideixen la ciutat en dues parts: la part nord s'anomena Jurzdika. A partir de gener de 2008, Eišiškės tenia 3610 habitants. Té un petit hospital i dues escoles secundàries –una per a estudiants polonesos i una altra per a lituans–.

## Nom
Segons les Cròniques Lituanes, la ciutat va ser nomenada després del naixement d'Eikšys, un dels fills de Karijotas.
Segons Yaffa Eliach, «el folklore jueu local tenia la seva pròpia llegenda del nom de la ciutat: Una vegada era en els primers dies de la «shtetl», un home va arribar a casa i va ser rebut per la seva esposa amb un regal especial, una conserva acabada de fer amb unes baies que creixen en abundància en la regió. Sense adonar-se'n que encara estava calent, va provar una gran mossegada i es va cremar la llengua, cosa que va fer que cridés "Heishe-shok!" (salsa calenta!)».

## Religió

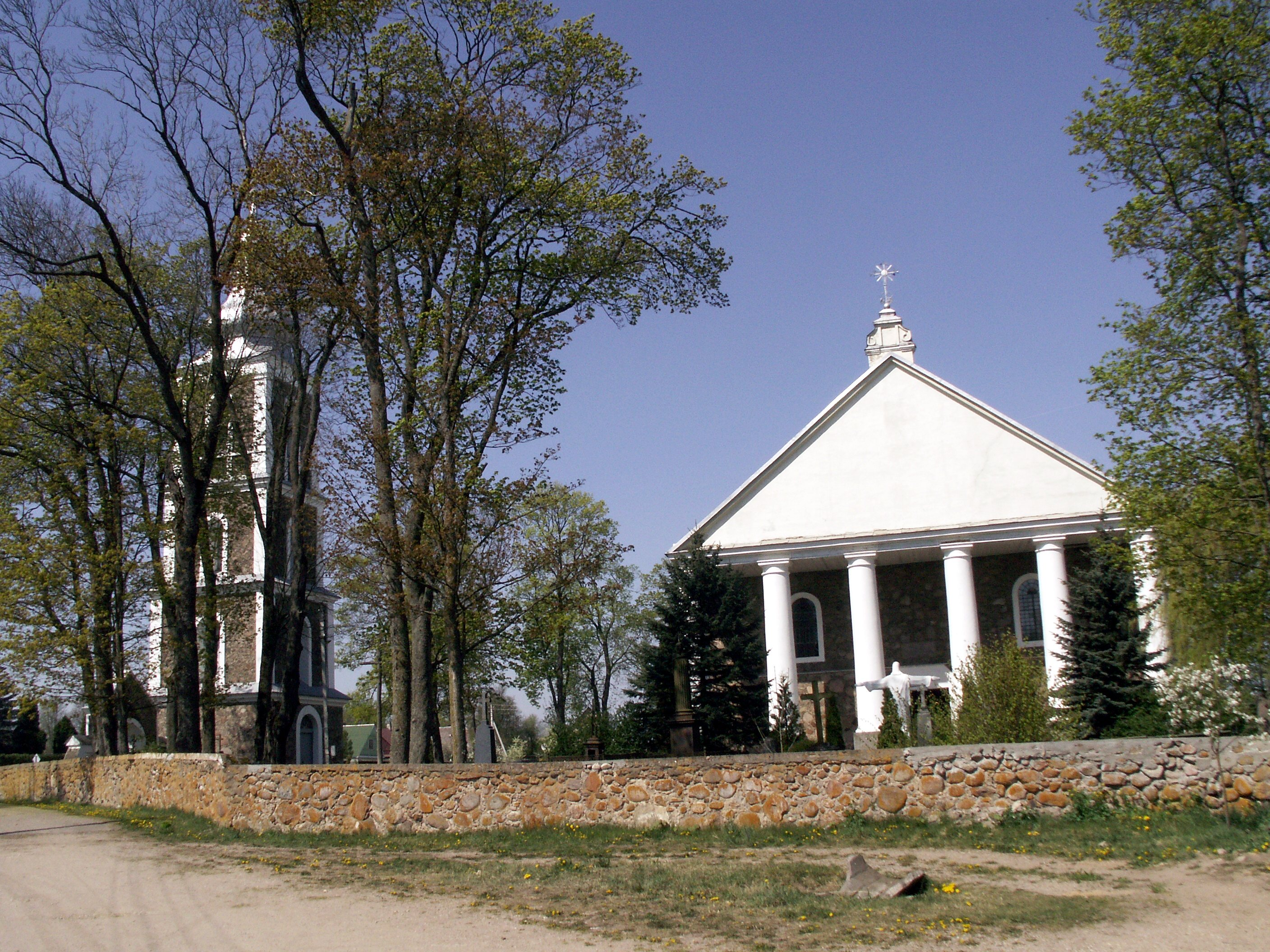
Església i campanar d'Eišiškės

La primera església va ser construïda probablement el 1398 per Vytautas el Gran. Va ser una de les primeres construïdes després de la cristianització de Lituània el 1385. Es creu que l'església va ser cremada durant la Guerra civil de Lituània (1431-1435). Va ser reconstruïda i prop de 1500 es va edificar una segona església a la part sud de la ciutat. Probablement ambdues esglésies van ser incendiades durant la invasió Moscovita. Una petita i pobra església va ser novament construïda, però, abans que pogués ser millorada, va ser cremada pels suecs. El 1707 una altra església de fusta es va edificar amb una torre de dos pisos i un campanar. Per la dècada de 1770 es trobava en un estat deplorable i precisava una nova reconstrucció, això va incloure la casa parroquial i una escola també de fusta. El 1845 es va preparar un nou plànol per l'historiador Teodor Narbutt per a una nova església de maó en estil neoclàssic. La construcció va ser acabada el 1852 i l'església conserva el seu disseny bàsic fins als nostres dies. Construïda amb pedres del camp, té un pòrtic amb sis columnes dòriques. S'acompanya d'un campanar exempt de quatre pisos d'estil barroc. La façana senzilla, contrasta amb l'interior, decorat en estil barroc. Tres pintures, que es conserven a l'església, estan protegides com a monuments d'importància nacional.